# Bretthausen
Bretthausen là một xã thuộc một ‘‘Verbandsgemeinde’’ - ở huyện Westerwald trong bang Rheinland-Pfalz, Đức. Xã Bretthausen có diện tích 3,39 km².
Xã này nằm ở Westerwald giữa Siegen và Limburg an der Lahn. 
Năm 1300, Bretthausen đã được đề cập lần đầu trong tài liệu.